# Regionalplanung
Die Regionalplanung dient als regionale Raumordnung der Konkretisierung, der fachlichen Integration und Umsetzung der Ziele der Raumordnung in den Regionen. Sie nimmt damit eine vermittelnde Stellung zwischen gesamtstaatlicher Planung (Landesentwicklung) und kommunaler Gemeindeentwicklung ein. Indem die Regionalplanung Grundsätze und Ziele für Raumordnung aufstellt, erzeugt sie Planungssicherheit für Gemeinden und Fachplanungsträger. Dabei arbeitet sie typischerweise mit Planungsmaßstäben zwischen 1:100.000 und 1:150.000. Die Regionalplanung ist den rechtlichen Instrumenten der Regionalentwicklung zuzuordnen.
Im Fach Stadt- und Regionalplanung, das diverse Hochschulen als Studiengang anbieten, werden die Inhalte beider Fächer zusammengefasst, die sich ohnehin überlappen. In der Regionalplanung wird im Gegensatz zur Stadtplanung auch die Entwicklung von Landgemeinden bzw. Dörfern und Ländlichen nicht verstädterten Räumen/Regionen berücksichtigt.

## Einordnung
In Deutschland bestehen übergeordnet auf Ebene des Bundes und der Länder die Vorgaben der Raumordnung, welche vorwiegend textliche Festsetzungen enthält. Auf Ebene der Länder wird die Raumordnung durch die Landesraumordnungspläne ausformuliert. Darunter findet sich die Regionalplanung, welche in den Raumordnungsplänen für die Teilräume der Länder textliche und grafische Planungsvorgaben enthält.
In Österreich und der Schweiz ist die Kompetenz für die Regionalplanung auf die Ebene der Länder bzw. Kantone verlagert.
Unterhalb der Regionalplanung ist in Deutschland die kommunale Bauleitplanung angesiedelt, die in der Form der Flächennutzungsplanung das Gebiet einer Kommune abdeckt. Als unterste Ebene der räumlichen Planung besteht die verbindliche Bauleitplanung in Form des Bebauungsplans auf Stadtteil- und Quartiersebene. Vergleichbare Regelungen finden sich auch in der Schweiz und Österreich.
Grundsätzlich soll sich die Planung auf einer Ebene an der Planung der übergeordneten Ebene orientieren bzw. sich aus ihr entwickeln. Andererseits ist in Deutschland das „Gegenstromprinzip“ verankert, demzufolge sich die Planungen vertikal in beide Richtungen beeinflussen sollen. In jedem Fall sind die berechtigten Interessen der Betroffenen zu hören und bei Konflikten gegeneinander abzuwägen.

## Aufgaben
Die Regionalplanung hat vor allem folgende Aufgaben:
- Aufstellung und Fortschreibung des Regionalplanes.
- Integration des Landschaftsrahmenplans für die Region in den Regionalplan.
- Beratung der Träger der Bauleitplanung, der anderen öffentlichen sowie der sonstigen (privaten) Planungsträger.
- Mitwirkung bei der Aufstellung und Fortschreibung des landesweiten Raumordnungsplans und der fachlichen Entwicklungspläne des Landes.
- Mitwirkung bei den Fachplanungen des Landes.
- Regionalpolitische Initiativen zur Förderung und Entwicklung der Region im Rahmen des Regionalmanagements.
- Kooperation mit Trägern regionaler Gemeinschaftsaufgaben.

Ein Beispiel der Aufgabe der Regionalplanung ist die Ausweisung von für Einzelhandel vorgesehenen Flächen (zur Abstimmung der nachgeordneten Flächen- und Bebauungspläne) entsprechend den Vorgaben der Landesplanung und des Zentrale-Orte-Systems. Ein Fehlen entsprechender regionalplanerischer Vorgaben kann zum unerwünschten Wildwuchs von Flächenausweisungen aus kommunaler Ebene führen, wie in den ersten Jahren nach der Wiedervereinigung in den neuen Bundesländern zu beobachten.

## Nationales

### Deutschland
Zur Länderebene siehe 

#### Träger der Regionalplanung
Als Träger der Regionalplanung, also zur Umsetzung dieser Aufgaben wurden in einigen Bundesländern spezielle Körperschaften des öffentlichen Rechts gebildet, die je nach Bundesland Regionalverbände, Regionale Planungsverbände, Planungsgemeinschaften oder Regionen genannt werden.
Die Regionalplanung kann ebenfalls je nach Region unterschiedlich benannt sein, z. B. Regionaler Raumordnungsplan, Regionalplan, Regionales Raumordnungsprogramm usw.

#### Gesetzliche Grundlage
Nach § 13 Abs. 1 Nr. 2 ROG sind in den Ländern Raumordnungspläne für die Teilräume der Länder (Regionalpläne) aufzustellen. Die Regionalpläne sind aus dem Raumordnungsplan für das Landesgebiet zu entwickeln. Hierbei sind die Stadtstaaten Berlin, Bremen und Hamburg sowie das Saarland ausgenommen; sie können sich diese Planungebene sparen und direkt mit der Flächennutzungsplanung verknüpfen.

#### Regionalplanung in den Bundesländern der Bundesrepublik Deutschland
In Baden-Württemberg wurden zum 1. Januar 1973 durch das „Zweite Gesetz zur Verwaltungsreform (Regionalverbandsgesetz) vom 26. Juli 1971 (GBl. S. 336)“ insgesamt 12 solcher Regionalverbände eingerichtet. Der Regionalverband Mittlerer Neckar mit Sitz in Stuttgart erhielt später weitergehende Zuständigkeiten und wurde daher in den Verband Region Stuttgart überführt. Diese Region erhielt eine direkt vom Volk gewählte Vertretung, die Regionalversammlung. Zwei der Regionalverbände sind inzwischen über die Landesgrenzen Baden-Württembergs hinaus zuständig. Alle Regionalverbände Baden-Württembergs sind im Artikel Regionalverbände in Baden-Württemberg beschrieben.
Die Planungsregionen in Bayern wurden am 1. April 1973 bei der Einteilung Bayerns in insgesamt 18 Regionen auf Grundlage des Bayerischen Landesplanungsgesetzes von 1970 geschaffen. Für jede Planungsregion wurde ein Regionaler Planungsverband eingerichtet, ein Zusammenschluss der Gemeinden und Landkreise der Region, der die Rechtsform einer Körperschaft des Öffentlichen Rechts hat.
Das Land Brandenburg ist in 5 Regionale Planungsgemeinschaften aufgeteilt. Es gibt eine Gemeinsame Landesplanungsabteilung der Länder Berlin und Brandenburg.
In Hessen entsprechen die Planungsregionen den drei Regierungsbezirken Kassel (Nord- und Osthessen), Gießen (Mittelhessen) und Darmstadt (Südhessen).
In Niedersachsen sind grundsätzlich (Ausnahmen: Großraum Braunschweig, Region Hannover) die Landkreise und kreisfreien Städte die Träger der Regionalplanung. 2014 wurden in Niedersachsen Regionalbeauftragte ernannt, die für die Gebiete der zwischen 1978 und 2004 bestehenden Regierungsbezirke zuständig sind und die bisherigen Regierungsvertretungen ablösen.
Seit 1992 sind für die Regionalplanung in Mecklenburg-Vorpommern folgende vier Planungsregionen entstanden: Westmecklenburg, Mittleres Mecklenburg/Rostock, Vorpommern und Mecklenburgische Seenplatte. Sie entwickeln eigene Regionale Raumentwicklungsprogramme (RREP) und tragen zum Landesraumentwicklungsprogramm (LEP) bei. Die Regiopolregion Rostock wird seit 2007 erstmals in Deutschland modellhaft entwickelt, sie ist in den Planungsverband Mittleres Mecklenburg/Region Rostock eingebunden.
In Nordrhein-Westfalen ist die Regionalplanung bei den fünf (staatlichen) Bezirksregierungen mit den ihnen zugeordneten Regionalräten (stimmberechtigte Mitglieder werden von den kreisfreien Städten und Kreisen entsandt) angesiedelt. Für das Ruhrgebiet ist allerdings seit Oktober 2009 der Regionalverband Ruhr (früher Kommunalverband KVR) für die Regionalplanung zuständig. Die Bereiche des Ruhrgebiets sind somit in den Regionalplänen der das Ruhrgebiet betreffenden Bezirksregierungen nicht mehr enthalten.
Im Land Rheinland-Pfalz existieren Planungsgemeinschaften für die vier Planungsregionen: Mittelrhein-Westerwald, Trier, Rheinhessen-Nahe und Westpfalz. Die Aufgaben im Bereich der Region Rheinpfalz wurden 2006 vom Verband Region Rhein-Neckar übernommen. Die Stadt Worms liegt sowohl in der Region Rheinhessen-Nahe als auch in der Metropolregion Rhein-Neckar.
Im Freistaat Sachsen gibt es seit 1991 fünf Planungsregionen. Für jede dieser Planungsregionen in Sachsen existiert ein gleichnamiger Regionaler Planungsverband. In den Planungsregionen Westsachsen und Oberlausitz-Niederschlesien werden zusätzlich noch Braunkohlenpläne (für laufende Tagebaue) und Sanierungsrahmenpläne (für stillgelegte Tagebau) aufgestellt. Seit August 2008 existieren durch eine Fusion infolge der sächsischen Kreisreform lediglich noch 4 Planungsregionen.
Das Land Sachsen-Anhalt ist in folgende fünf Planungsregionen gegliedert: Altmark, Magdeburg, Anhalt – Bitterfeld – Wittenberg (Dessau, Landkreis Wittenberg und Landkreis Anhalt-Bitterfeld), Halle (die Stadt Halle, der Burgenlandkreis, der Saalekreis und der ehemalige Landkreis Mansfelder Land) und Harz (Landkreis Harz und der ehemalige Landkreis Sangerhausen). Für diese Planungsregionen werden unter Beachtung ihrer Eigenart und ihrer unterschiedlichen Entwicklungsvoraussetzungen Regionale Entwicklungspläne aufgestellt.
Im Land Schleswig-Holstein erarbeitet die Landesplanungsbehörde im Geschäftsbereich des Ministeriums für Inneres, ländliche Räume und Integration für seine drei Planungsregionen Regionalpläne.
In Thüringen gibt es 4 Planungsregionen (Nord-, Mittel-, Südwest- und Ostthüringen). Für diese stellt die jeweilige regionale Planungsgemeinschaft den Regionalplan – frühere Bezeichnung Regionale Raumordnungspläne (RROP) – auf. Die Planungsregion besteht aus mehreren Landkreisen und den jeweiligen kreisfreien Städten.
Keine eigenen Planungsregionen gibt es im Saarland und in den Stadtstaaten Hamburg, Bremen und Berlin, in letzterem jedoch eine gemeinsame Landesplanungsabteilung mit Brandenburg.

### Österreich
Die Bundesländer sind in Österreich für die überörtliche Raumplanung zuständig und arbeiten auf Grundlage der jeweiligen Landesgesetze Pläne und Programme für das Land oder für bestimmte Regionen aus. Dies wird als Landes- und Regionalplanung bezeichnet. Die Regionalplanung wird in Zusammenarbeit mit den Gemeinden und/oder Regionalverbänden durchgeführt. Die Gemeinden erarbeiten darauf aufbauend örtliche Raumordnungskonzepte oder -programme, Flächenwidmungspläne und Bebauungspläne.
Zur Abstimmung der Gemeinschaftsaufgabe Raumplanung wurde die Österreichische Raumordnungskonferenz (ÖROK) eingerichtet. Zentrales Werkzeug ist das Österreichische Raumentwicklungskonzept (ÖRK, ÖREK), das im Sinne einer Empfehlung die Interessen der Gebietskörperschaften (Bund, Ländern, Städten und Gemeinden) und der EU vereint, und als Leitbild eine Richtlinie für mittelfristige Rahmenplanung bietet (Neuerstellung jeweils im 10-Jahres-Intervall). Die ÖROK betreut auch die übernationalen Programme, wie Alpine Space, INTERREG-Beteiligung (SOUTH-EAST EUROPE und CADSES), das European Spatial Planning Observation Network (ESPON) oder das europäische Austausch- und Lernprogramm URBACT.
Institutionen der Länder sind:
- Stabsstelle Raumordnung und Wohnbauförderung, Landesamtsdirektion der Burgenländischen Landesregierung[3]
- Abteilung 20 – Landesplanung, Orts- und Regionalentwicklung/EU-Programmgeschäftsstelle, Amt der Kärntner Landesregierung[4]
- Abteilung Raumordnung und Regionalpolitik, Amt der NÖ Landesregierung[5]
- Direktion für Landesplanung, wirtschaftliche und ländliche Entwicklung, Amt der Oö. Landesregierung[6]
- Abteilung Raumplanung, Land Salzburg – Amt der Salzburger Landesregierung[7]
- Abteilungen A17 Landes- und Regionalentwicklung und A13 Umwelt und Raumordnung, Land Steiermark – Amt der Steiermärkischen Landesregierung[8]
- Abteilung Landesentwicklung und Zukunftsstrategie, Amt der Tiroler Landesregierung[9]
- VII Bauwesen und Raumplanung, Amt der Vorarlberger Landesregierung[10]
- Stadtentwicklung Wien. eine Kooperation zahlreicher Magistratsabteilungen (Geschäftsgruppe – Stadtentwicklung, Verkehr …; Magistratsdirektion-Stadtbaudirektion, Gruppe Planung; MA 18 Stadtentwicklung und Stadtplanung; MA 19 Architektur und Stadtgestaltung; und andere)[11]

### Schweiz
Die Kompetenz der Gesetzgebung liegt überwiegend bei den Schweizer Kantonen, welche ihren Gemeinden in der Regel einen recht großen Planungsspielraum überlassen. Die Gesetzgebung räumt den Interessen des Privateigentums und der Bauwirtschaft einen hohen Stellenwert ein.

## Berufsverbände/Interessenvertretung
Die Regional- und Landesplaner sind zu einem großen Teil in einem der Berufsverbände zusammengeschlossen:
Deutschland:
- Vereinigung für Stadt-, Regional- und Landesplanung e. V. (SRL)
- Informationskreis für Raumplanung e. V. (IfR)

In der Schweiz heißt der Berufsverband Fachverband Schweizer Planer (FSU).